# Metaplectrus teresgaster
Metaplectrus teresgaster är en stekelart som beskrevs av Wijesekara och Schauff 1994. Metaplectrus teresgaster ingår i släktet Metaplectrus och familjen finglanssteklar.
Artens utbredningsområde är Sri Lanka. Inga underarter finns listade i Catalogue of Life.